# Scène conventionnée
L'Arrêté du 5 mai 2017 fixant les conditions d'attributions et le cahier des missions et des charges de l'appellation "Scène conventionnée d'intérêt national" modifie l'ensemble des données ci-dessous.
Les scènes conventionnées forment un réseau institutionnel qui résulte directement de la décentralisation théâtrale française. Elles sont soumises au régime de la régie directe, c'est-à-dire qu'elles n'ont pas de budget propre ni d'autonomie juridique. Elles perçoivent une aide financière de l'État s'élevant à 10 % du budget des structures et depuis 1999 leur convention se limite à trois ans, ce qui entraîne une labellisation erratique qui les pousse à une logique de distinction.

## La place des scènes conventionnées dans le spectacle vivant en France

### Le lien entre théâtre et politique
Le théâtre, la politique et la philosophie sont intrinsèquement liés : ils naissent en même temps, au Ve siècle av. J.-C. En effet, dans la Grèce antique, le théâtre est d'abord un acte politique, le devoir de chaque citoyen est d'assister à la représentation théâtrale et pour cela il est subventionné par l'État.
Mais au fil du temps, le lien entre politique et théâtre en France s'est dégradé, un sentiment de méfiance réciproque s'est installé. Cet acte collectif, qui génère un rassemblement de population et potentiellement une révolte contre l'ordre établi, effraie l'État. Pour contrer cette éventualité, l'État dispose d'un moyen de pression : la censure. Cette-dernière est en corrélation avec le poids du régime politique établi. La censure est par exemple levée à la Révolution puis appliquée de nouveau sous certains régimes jusqu'en 1906, date de son abrogation définitive. 
Au début du XVIIe siècle, afin de contrôler totalement le secteur du théâtre, l'État met d'abord en place une politique de centralisation, par le monopole de deux troupes parisiennes : la Troupe Royale et celle du Marais. Ensuite en 1680, par l'instauration du système académique avec la création de la Comédie-Française. 
Au XIXe siècle, la libéralisation du théâtre triomphe grâce à la loi le Chapelier de 1791 qui abolit tous les privilèges. Un libéralisme qui entraîne la multiplication des troupes, la concurrence ainsi qu'un nouveau phénomène qu'est celui des faillites. 
Après la Seconde Guerre mondiale, l'État se réconcilie avec l'Art grâce à la création du service public qui légitime l'intervention de l'État dans la culture pour la démocratiser et assurer la liberté des artistes. 
Le 24 juillet 1959, André Malraux fonde le ministère des affaires culturelles afin de relancer la décentralisation et propose le projet des Maisons de la Culture pour promouvoir l'idée de la démocratisation des pratiques culturelles.
Aujourd'hui en France, bien que les spectacles ne soient que la quatrième source des dépenses culturelles des ménages, le secteur du spectacle vivant et des activités artistiques représentent 30 % du secteur culturel. Un poids économique non négligeable, assuré par le Ministère de la Culture et surtout par les collectivités locales qui, tous deux, subventionnent l'ensemble des scènes théâtrales françaises.

### La création du système français des scènes conventionnées
Le 5 mai 1999, le Ministère de la Culture et de la Communication rédige une circulaire portant sur « les orientations pour la politique en faveur du spectacle vivant et l'aide aux lieux de diffusion : programme national de " scènes conventionnées " ». Celle-ci annule et remplace alors les dispositions de la fiche "les théâtres missionnés" de la circulaire du 19 mars 1998 relative aux orientations pour la politique du théâtre et des spectacles, ainsi que les dispositions relatives aux plateaux pour la danse présentées dans la note du 4 décembre 1997 sur la déconcentration en matière chorégraphique (annexe 3 relative à la diffusion).
Le programme des scènes conventionnées s’adresse à des lieux de diffusion et de production(théâtres, centres culturels, etc.) qui peuvent convoquer toutes les disciplines du spectacle vivant (danse, musique, théâtre, arts du cirque, etc.) dont l'État souhaite encourager et accompagner une partie du projet artistique ou culturel.
Les scènes conventionnées sont très majoritairement des associations loi de 1901, mais certaines d'entre elles peuvent être des régies.

## L'intervention de l'État

### Les subventions
Si l'état décide de subventionner une scène théâtrale, elle doit pouvoir attester d’un socle minimal de qualités : programmation exigeante, large reconnaissance du milieu artistique, ancrage territorial et participation significative des publics, professionnalisme de la gestion et réelle indépendance dans ses choix artistiques pour la direction.
Les scènes éligibles sont financées sur la base d’un programme d’actions particulier, formalisé par une convention identifiant clairement le ou les objets artistiques et culturels qui en font l'objet. La convention ne peut être conclue pour une durée excédant trois ans. Elle comporte un rappel de l'ensemble des activités de l'établissement ainsi que la mention d'une série d'objectifs évaluables relatifs aux objets du conventionnement.
Les conventions sont signées entre l’État et la scène concernée, et sont contresignées par les collectivités qui assurent le fonctionnement général et sont garantes du projet global de la structure.
La convention est liée au projet du directeur du lieu, elle devient donc caduque à son départ. Son suivi est assuré par la Direction régionale des Affaires culturelles (DRAC), et son évaluation s'effectue en lien avec la DMDTS, Direction de la musique, de la danse, du théâtre et des spectacles. 
Si toutes ces conditions sont réunies l'État versera 10 % du budget des structures et cela pour une durée de trois ans, avec la possibilité de reconduire l'accord.

### Les objectifs communs: les missions
Les scènes subventionnées ont l'obligation de répondre à une politique culturelle régie à la fois par l'état et par la région. 
Elles chercheront par exemple à agir en complémentarité avec les attentes locales en appliquant des politiques tarifaires ou encore en mettant en place des politiques de publics actifs (action culturelle associant les artistes, initiation et éducation artistiques...).